# Endoskopija
Endoskopíja je pregled z endoskopom, optičnim inštrumentom za pregled notranjosti telesnih votlin in votlih organov ter manjše posege. Uporablja se zlasti pri preiskavah prebavne cevi, žil in notranjih organov. Pri endoskopiji zdravnik vstavi inštrument skozi majhen kirurški rez ali telesno odprtino (na primer usta), odvisno od mesta vstavitve.

## Uporaba
Endoskopi se v zdravstvu uporabljajo za:
- opravljanje preiskav pri simptomih, kot so simptomi v prebavilih, na primer slabost, bruhanje, bolečina v trebuhu, težave s požiranjem in krvavitve v prebavno cev;
- potrjevanje diagnoze, zlasti za odvzem vzorca pri sumu na slabokrvnost, krvavitve, vnetje, rakave spremembe na prebavilih ...,
- zdravljenje, na primer pri katetrizaciji krvaveče žile, razširitvi zožanega požiralnika, odstranjevanje polipov, odstranjevanje tujkov v telesnih votlinah.

## Vrste
Poznanih je več vrst endoskopij, odvisno od opazovanega oziroma zdravljenega organa:
- artoskopija – endoskopija sklepa, pri čemer se endoskop vstavi skozi majhen kirurški rez v bližini dotičnega sklepa
- bronhoskopija – endoskopija pljuč z vstavitvijo endoskopa skozi nos ali usta
- endoskopija zgornjih prebavil – endoskopija požiralnika in drugih predelov zgornje prebavne cevi z vstavitvijo endoskopa skozi usta
  - ezofagoskopija – endoskopija požiralnika
  - gastroskopija – endoskopija želodca
  - duodenoskopija – endoskopija dvanajstnika
- kolonoskopija – endoskopija širokega črevesa z vstavitvijo endoskopa skozi zadnjik
  - sigmoidoskopija – vrsta kolonoskopije, in sicer endoskopija esastega črevesa
- cistoskopija – endoskopija sečnika z vstavitvijo endoskopa skozi sečnico
- enteroskopija – endoskopija tankega črevesa z vstavitvijo endoskopa skozi usta ali zadnjik
- histeroskopija – endoskopija maternice z vstavitvijo endoskopa skozi nožnico
- laparoskopija – endoskopija trebušne ali medenične votline z vstavitvijo endoskopa skozi majhen kirurški rez v bližini preiskovanega predela
- laringoskopija – endoskopija grla z vstavitvijo endoskopa skozi usta ali nosnico
- mediastinoskopija – endoskopija medpljučja (mediastinuma) z vstavitvijo endoskopa skozi rez nad prsnico
- proktoskopija – endoskopija danke z vstavitvijo endoskopa skozi zadnjik[7]
- torakoskopija (plevroskopija) – endoskopija poprsnične votline z vstavitvijo endoskopa skozi rez v prsnem predelu
- uretroskopija – endoskopija sečnice z vstavitvijo endoskopa skozi ustje sečnice